# Strahinja Pavlović
Pour les articles homonymes, voir Pavlović.
Strahinja Pavlović (en serbe en écriture cyrillique : Страхиња Павловић), né le 24 mai 2001 à Šabac en Serbie, est un footballeur international serbe qui évolue au poste de défenseur central à l'AC Milan.

## Biographie

### Carrière en club

#### Partizan Belgrade
Strahinja Pavlović naît à Šabac en Serbie. Il est formé dans l'un des plus grands clubs du pays, le Partizan Belgrade. Il joue son premier match en professionnel le 23 février 2019, face au FK Proleter Novi Sad, en SuperLiga. Entré en jeu en cours de rencontre, son équipe s'impose par trois buts à zéro. Il inscrit son premier but le 6 octobre 2019, lors d'une rencontre de championnat contre le FK Voždovac Belgrade. Son équipe s'incline toutefois par deux buts à un ce jour-là.
Il remporte son premier trophée lors de cette saison 2018-2019, en étant notamment titulaire lors la finale de la Coupe de Serbie, que son équipe remporte par un but à zéro face au rival de l'Étoile rouge de Belgrade.

#### Arrivée à Monaco et prêt au Cercle Bruges
Le 18 décembre 2019, l'AS Monaco annonce avoir trouvé un accord pour son transfert en janvier 2020, suivi d'un prêt de six mois au Partizan. Le 3 janvier suivant, le club monégasque confirme que le joueur s'est engagé jusqu'en 2024 avant de repartir en prêt.
Le 8 mai 2020, il est inclus dans le top 50 des meilleurs jeunes au niveau mondial par le site spécialisé de Football Talent Scout.
Peu utilisé lors de ses six premiers mois, il est prêté au Cercle Bruges pour six mois. Il marque son premier but pour le Cercle Bruges sur corner contre Courtrai lors de son premier match, son équipe s'impose 2-1.
Il quitte l'AS Monaco sous la forme de prêt au FC Bâle.

##### Prêt au FC Bâle
Après une demi-saison compliquée, il repart en prêt avec option d'achat, chez les Suisses du FC Bâle. Il découvre ainsi la Super League, son 4ème championnat.

#### Red Bull Salzbourg
Le 28 juin 2022, Strahinja Pavlović quitte cette fois définitivement l'AS Monaco pour s'engager en faveur du Red Bull Salzbourg. Il signe un contrat courant jusqu'en juin 2027 et choisit de porter le numéro 31.
Pavlović inscrit son premier but pour Salzbourg le 14 août 2022, lors d'une rencontre de championnat face au Wolfsberger AC. Titulaire, il ouvre le score de la tête sur un service de Luka Sučić, et contribue ainsi à la victoire des siens (2-1 score final).

#### AC Milan
Le 31 juillet 2024, Strahinja Pavlović rejoint l'Italie afin de s'engager en faveur de l'AC Milan. Il signe un contrat de quatre ans, soit jusqu'en juin 2028, avec une année supplémentaire en option.

### En sélection
Depuis 2018, il est membre de l'équipe de Serbie des moins de 19 ans. Il participe avec cette équipe aux éliminatoires du championnat d'Europe des moins de 19 ans 2019.
Le 3 septembre 2020, il fête sa première cape avec la Serbie A en disputant 65 minutes lors d'une défaite 3-1 en Russie pour la première journée de la Ligue des nations 2020-2021.
Pavlović inscrit son premier but en sélection le 7 juin 2021, lors d'un match amical face à la Jamaïque. Entré en jeu à la place de Sava-Arangel Čestić, il marque le but égalisateur de son équipe (1-1 score final).
Le 11 novembre 2022, il est sélectionné par Dragan Stojković pour participer à la Coupe du monde 2022. Il s'illustre notamment dans la compétition en marquant un but face au Cameroun lors du premier tour. 
Il est retenu dans la liste des 26 joueurs serbes du sélectionneur Dragan Stojković pour participer à l'Euro 2024.

## Statistiques
| Saison                | Club                     | Championnat           | Championnat | Championnat | Coupe(s) nationale(s) | Coupe(s) nationale(s) | Compétition(s) continentale(s) | Compétition(s) continentale(s) | Compétition(s) continentale(s) | Serbie | Serbie | Total | Total |
| Saison                | Club                     | Division              | M.          | B.          | M.                    | B.                    | Comp.                          | M.                             | B.                             | M.     | B.     | M.    | B.    |
| 2018-2019             | FK Partizan Belgrade     | SuperLiga             | 11          | 0           | 4                     | 0                     | -                              | -                              | -                              | -      | -      | 15    | 0     |
| 2019-2020             | FK Partizan Belgrade     | SuperLiga             | 26          | 1           | 4                     | 1                     | C3                             | 12                             | 0                              | -      | -      | 42    | 2     |
| Sous-total            | Sous-total               | Sous-total            | 37          | 1           | 8                     | 1                     | -                              | 12                             | 0                              | -      | -      | 57    | 2     |
| 2020-2021             | AS Monaco                | Ligue 1               | 1           | 0           | -                     | -                     | -                              | -                              | -                              | 4      | 0      | 5     | 0     |
| 2021-2022             | AS Monaco                | Ligue 1               | 7           | 0           | 1                     | 0                     | C1+C3                          | 0+3                            | 0+0                            | 7      | 0      | 18    | 0     |
| Sous-total            | Sous-total               | Sous-total            | 8           | 0           | 1                     | 0                     | -                              | 3                              | 0                              | 11     | 0      | 23    | 0     |
| 2020-2021             | Cercle Bruges KSV (prêt) | Jupiler Pro League    | 11          | 1           | 1                     | 0                     | -                              | -                              | -                              | 4      | 1      | 16    | 2     |
| 2021-2022             | FC Bâle (prêt)           | Super League          | 3           | 0           | -                     | -                     | C4                             | -                              | -                              | 5      | 0      | 8     | 0     |
| 2022-2023             | Red Bull Salzbourg       | Bundesliga            | 24          | 1           | 2                     | 1                     | C1+C3                          | 6+1                            | 0+0                            | 8      | 1      | 41    | 3     |
| 2023-2024             | Red Bull Salzbourg       | Bundesliga            | 26          | 3           | 4                     | 1                     | C1                             | 6                              | 0                              | 10     | 2      | 46    | 6     |
| Sous-total            | Sous-total               | Sous-total            | 50          | 4           | 6                     | 2                     | -                              | 13                             | 0                              | 18     | 3      | 87    | 9     |
| 2024-2025             | AC Milan                 | Serie A               | 24          | 2           | 4                     | 0                     | C1                             | 7                              | 0                              | 8      | 0      | 43    | 2     |
| 2025-2026             | AC Milan                 | Serie A               | 0           | 0           | 1                     | 0                     | -                              | -                              | -                              | 0      | 0      | 1     | 0     |
| Sous-total            | Sous-total               | Sous-total            | 24          | 2           | 5                     | 0                     | -                              | 7                              | 0                              | 8      | 0      | 44    | 2     |
| Total sur la carrière | Total sur la carrière    | Total sur la carrière | 134         | 8           | 21                    | 3                     | -                              | 35                             | 0                              | 46     | 4      | 236   | 15    |

### Liste des matches internationaux
| Matches internationaux de Strahinja Pavlović | Matches internationaux de Strahinja Pavlović | Matches internationaux de Strahinja Pavlović | Matches internationaux de Strahinja Pavlović | Matches internationaux de Strahinja Pavlović | Matches internationaux de Strahinja Pavlović | Matches internationaux de Strahinja Pavlović                           |
|                                              | Date                                         | Lieu                                         | Adversaire                                   | Résultat                                     | Compétition                                  | Notes                                                                  |
| -------------------------------------------- | -------------------------------------------- | -------------------------------------------- | -------------------------------------------- | -------------------------------------------- | -------------------------------------------- | ---------------------------------------------------------------------- |
| 1.                                           | 3 septembre 2020                             | VTB Arena, Moscou, Russie                    | Russie                                       | 3 - 1                                        | Ligue des nations 2020-2021                  | Titulaire et remplacé par Aleksandar Kolarov à la 65e minute de jeu.   |
| 2.                                           | 6 septembre 2020                             | Stade de l'Étoile rouge, Belgrade, Serbie    | Turquie                                      | 0 - 0                                        | Ligue des nations 2020-2021                  | Titulaire.                                                             |
| 3.                                           | 11 octobre 2020                              | Stade de l'Étoile rouge, Belgrade, Serbie    | Hongrie                                      | 0 - 1                                        | Ligue des nations 2020-2021                  | Titulaire.                                                             |
| 4.                                           | 18 novembre 2020                             | Stade de l'Étoile rouge, Belgrade, Serbie    | Russie                                       | 5 - 0                                        | Ligue des nations 2020-2021                  | Entré en jeu à la place de Stefan Mitrović à la 90e minute de jeu.     |
| 5.                                           | 24 mars 2021                                 | Stade de l'Étoile rouge, Belgrade, Serbie    | République d'Irlande                         | 3 - 2                                        | Éliminatoires Coupe du monde 2022            | Titulaire.                                                             |
| 6.                                           | 27 mars 2021                                 | Stade de l'Étoile rouge, Belgrade, Serbie    | Portugal                                     | 2 - 2                                        | Éliminatoires Coupe du monde 2022            | Titulaire.                                                             |
| 7.                                           | 30 mars 2021                                 | Stade olympique de Bakou, Bakou, Azerbaïdjan | Azerbaïdjan                                  | 1 - 2                                        | Éliminatoires Coupe du monde 2022            | Titulaire.                                                             |
| 8.                                           | 7 juin 2021                                  | Miki Athletic Stadium, Miki, Japon           | Jamaïque                                     | 1 - 1                                        | Match amical                                 | Entré en jeu à la place de Sava-Arangel Čestić à la 46e minute de jeu. |
| 9.                                           | 11 juin 2021                                 | Stade du parc Misaki, Kobe, Japon            | Japon                                        | 1 - 0                                        | Match amical                                 | Titulaire.                                                             |
| 10.                                          | 1er septembre 2021                           | Nagyerdei Stadion, Debrecen, Hongrie         | Qatar                                        | 0 - 4                                        | Match amical                                 | Titulaire.                                                             |
| 11.                                          | 4 septembre 2021                             | Stade de l'Étoile rouge, Belgrade, Serbie    | Luxembourg                                   | 4 - 1                                        | Éliminatoires Coupe du monde 2022            | Titulaire.                                                             |
| 12.                                          | 7 septembre 2021                             | Aviva Stadium, Dublin, Irlande               | République d'Irlande                         | 1 - 1                                        | Éliminatoires Coupe du monde 2022            | Titulaire.                                                             |
| 13.                                          | 9 octobre 2021                               | Stade de Luxembourg, Luxembourg, Luxembourg  | Luxembourg                                   | 0 - 1                                        | Éliminatoires Coupe du monde 2022            | Titulaire et remplacé par Uroš Spajić à la 46e minute de jeu.          |
| 14.                                          | 11 novembre 2021                             | Stade de l'Étoile rouge, Belgrade, Serbie    | Qatar                                        | 4 - 0                                        | Match amical                                 | Titulaire et remplacé par Aleksa Terzić à la 46e minute de jeu.        |
| 15.                                          | 14 novembre 2021                             | Estádio da Luz, Lisbonne, Portugal           | Portugal                                     | 1 - 2                                        | Éliminatoires Coupe du monde 2022            | Titulaire.                                                             |
| 16.                                          | 24 mars 2022                                 | Stade Ferenc-Puskás, Budapest, Hongrie       | Hongrie                                      | 0 - 1                                        | Match amical                                 | Titulaire et remplacé par Stefan Mitrović à la 55e minute de jeu.      |
| 17.                                          | 29 mars 2022                                 | Parken Stadium, Copenhague, Danemark         | Danemark                                     | 3 - 0                                        | Match amical                                 | Titulaire et remplacé par Stefan Mitrović à la 73e minute de jeu.      |
| 18.                                          | 2 juin 2022                                  | Stade de l'Étoile rouge, Belgrade, Serbie    | Norvège                                      | 0 - 1                                        | Ligue des nations 2022-2023                  | Titulaire.                                                             |
| 19.                                          | 9 juin 2022                                  | Friends Arena, Solna, Suède                  | Suède                                        | 0 - 1                                        | Ligue des nations 2022-2023                  | Titulaire et remplacé par Stefan Mitrović à la 79e minute de jeu.      |
| 20.                                          | 12 juin 2022                                 | Stadion Stožice, Ljubljana, Slovénie         | Slovénie                                     | 2 - 2                                        | Ligue des nations 2022-2023                  | Titulaire.                                                             |

### But international
| But en sélection de Strahinja Pavlović | But en sélection de Strahinja Pavlović | But en sélection de Strahinja Pavlović | But en sélection de Strahinja Pavlović | But en sélection de Strahinja Pavlović | But en sélection de Strahinja Pavlović | But en sélection de Strahinja Pavlović |
|                                        | Date                                   | Lieu                                   | Adversaire                             | Score                                  | Résultat                               | Compétition                            |
| -------------------------------------- | -------------------------------------- | -------------------------------------- | -------------------------------------- | -------------------------------------- | -------------------------------------- | -------------------------------------- |
| 1.                                     | 7 juin 2021                            | Miki Athletic Stadium, Miki, Japon     | Jamaïque                               | 1 - 1                                  | 1 - 1                                  | Match amical                           |

## Palmarès
- Partizan Belgrade
  - Coupe de Serbie
    - Vainqueur : 2019
    - Finaliste : 2020